# Mariakapel (Ulestraten, Sint Catharinastraat)

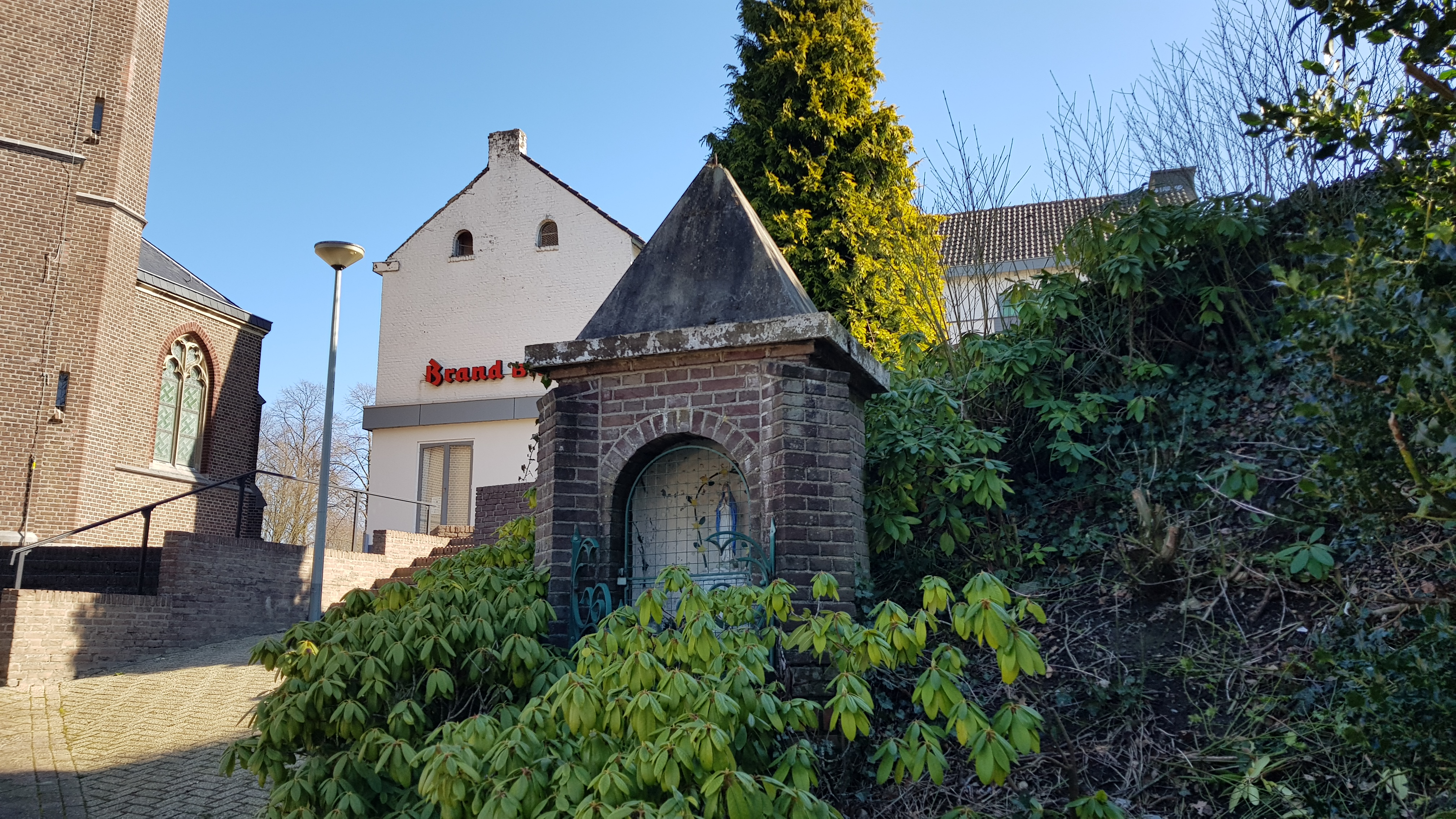
De kapel

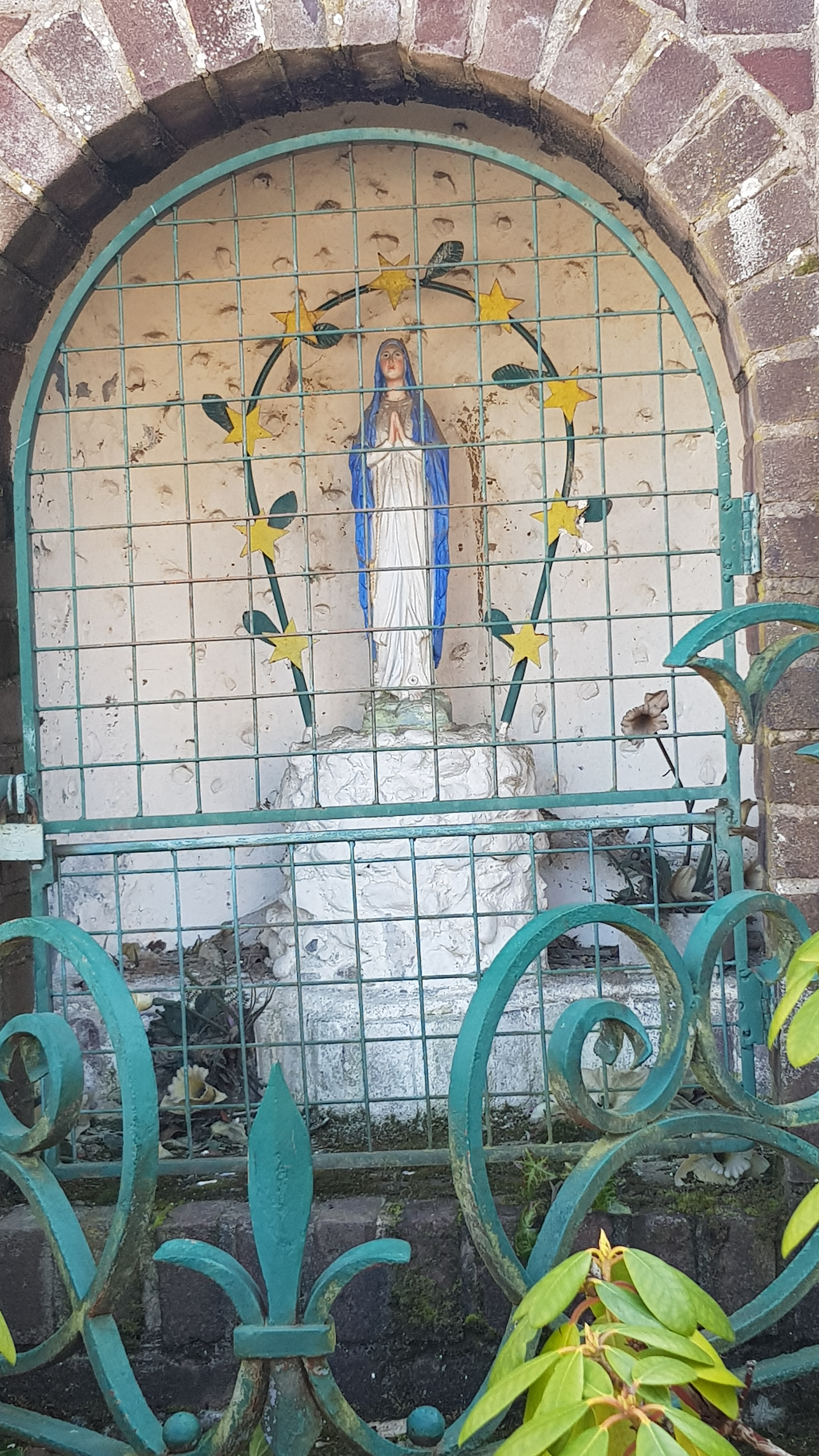
Interieur

De Mariakapel is een niskapel in Ulestraten in de Nederlands Zuid-Limburgse gemeente Meerssen. De kapel staat aan de Sint Catharinastraat ten zuidwesten van de Sint-Catharinakerk. Op ongeveer 225 meter naar het zuidwesten staat een tweede Mariakapel.
De kapel is gewijd aan Maria.

## Geschiedenis
Onduidelijk is wanneer de kapel gebouwd werd maar stond er in ieder geval al in 1975.

## Bouwwerk
De bakstenen kapel is gebouwd op een rechthoekig plattegrond en wordt gedekt door een gecementeerd ingesnoerd tentdak die op de top bekroond wordt door een zespuntige ster. Op de hoeken van de frontgevel zijn er overhoekse steunberen aangebracht met daartussen voor de kapel een lage driehoekige plantenbak met op de randen een hek van siersmeedwerk.
In de frontgevel is de wit geschilderde kapelnis aangebracht en bestaat uit een gemetselde bakstenen rondboog die met hekwerk wordt afgesloten. In de nis staat op een witte sokkel het Mariabeeldje. Het beeldje toont een biddende Maria die omhoog kijkt met haar handen gevouwen en in het wit gekleed een blauwe mantel draagt. Rond het beeld is een hoefijzervormige boog aangebracht waarop negen gele sterren en acht groene blaadjes geplaatst zijn.